# ボタンインコ属
ボタンインコ属は鳥綱オウム目インコ科の属のひとつである。

## 種の特徴
ボタンインコ属に属する種はすべてアフリカを生息域としている。カルカヤインコがマダガスカル島に分布する以外は、アフリカ本土に分布しているが、それぞれの生息域はほとんど一致しない。
ボタンインコ、ルリゴシボタンインコ、クロボタンインコ、キエリクロボタンインコは目の周囲に白いアイリングがある。
カルカヤインコ、コハナインコ、ハツハナインコを除く種は雌雄の差が小さいため、外見上での雌雄判別が難しく、性別の判定には科学的な鑑定が必要である。

### 種の一覧
ボタンインコ属には9種の基亜種が分類されている。
- カルカヤインコ, Agapornis canus, Grey-headed lovebird
- ルリゴシボタンインコ, Agapornis fischeri, Fischer's lovebird
- ボタンインコ, Agapornis lilianae, Lilian's lovebird
- クロボタンインコ. Agapornis nigrigenis, Black-cheeked lovebird
- キエリクロボタンインコ, Agapornis personatus, Yellow-collared lovebird
- コハナインコ, Agapornis pullarius, Red-headed lovebird
- コザクラインコ, Agapornis roseicollis, Rosy-faced lovebird
- ワカクサインコ, Agapornis swindernianus, Black-collared lovebird
- ハツハナインコ, Agapornis taranta, Black-winged lovebird

(英名はITISのリストに拠るもの)